# Игбо
Игбо (на игбо: Ndi Igbo) е етническа група в Западна Африка. Повечето живеят в югоизточна Нигерия, където са една от трите най-големи и най-влиятелни групи заедно с народите хауса и йоруба. Освен в Нигерия игбо населения живеят в други африкански държави като Камерун и Екваториална Гвинея, както и извън Африка поради миграция и атлантическата търговия с роби. Техният точен брой извън Африка не се знае, но днес много афроамериканци и афрокарибци са с игбо произход. Участието на народа игбо в Нигерийската гражданска война (6 юли 1967 г. – 15 януари 1970 г.) е известно, тъй като те са били основната група, искаща отделяне и признаване на република Биафра.
Политически игбо са разпокъсана група. Има различни подгрупи, които се определят от клан, потекло, връзка със селище и диалект. Преди британския колониализъм не е имало централизиран вождизъм, наследствена аристокрация или кралски обичаи като тези на някои от техните съседи. Изключения са кралствата Нри, Арочукву и Онитша. По традиция отговорността за водачеството се е падала на селищните старейшини, на мъжете с титла и на мъжете, които са се утвърдили в обществото. Тази политическа система се променила значително в резултат на колониализма под британска власт през късния 19-и и първата половина на 20-и век. Езе (крале) били въведени в повечето местни общности от Фредерик Лугарт като „пълноправни вождове“.
Местните езици на игбо включват различни игбоидни езици и диалекти, така подгрупата иквере говори икверски диалект. В днешни дни повечето игбо говорят английски в резултат на британския колониализъм. В селските райони игбо са предимно фермери и тяхната най-важна продукция е ямс. Ежегодно се организират празненства, за да се чества прибирането на реколтата.

## История
През 70-те години на миналия век, въз основа на езикови и културни данни, се заключава, че районът в близост до градовете Овери, Аука, Уди и Орлу е центърът на формирането на тази националност.
Има мнение, че предците на игбо и повечето от техните съседи, принадлежащи към групата прото-ква, са дошли от африканските Големи езера и планините Рувензори в Източна и Централна Африка, през саваните, които сега са предимно в Сахара. Опустиняването принуждава хората да мигрират по на юг и север до сливането на Нигер и Бенуе, където се развива културата Нок.
Игбо са една от най-големите и влиятелни етнически групи в Нигерия. Поради последиците от миграцията и трансатлантическата търговия с роби, потомците на етническите групи игбо се заселват в страни като Камерун и Екваториална Гвинея, както и извън Африка. Точният им брой извън Африка е неизвестен, но днес много афро-американци и хора от афро-карибски произход произлизат от игбо. В селските райони игбо са предимно фермери. Най-важната грудкова култура в районите на африканското игбо е ямсът, като тържества за отбелязване на реколтата от ямс се провеждат всяка година. Други незаменими култури са маниоката и таросът.
Преди британската колонизация обществото на игбо е било политически фрагментирано. Имало е разлики в културата между части от техния обхват, като артистичен стил, облекло и религиозни практики. Самостоятелните политически единици са били малки групи от села, управлявани от старейшини с участието на всички възрастни жители. Такава система на управление е засвидетелствана от португалците през 15 век. Нямало е много централизирани племенни съюзи, наследствена аристокрация, монархия. Изключения са кралство Нри и градовете-държави Агбор, Онитша и Арочукву. Тази политическа система се променя значително след пристигането на британските колонизатори през 19 век. Властта на краля е въведена в повечето от местните племена.

## Идентичност
Народът Игбо се състои от силно разделени и политически независими общности. Преди да се срещнат с европейците и да установят тесни контакти със съседни етнически групи, игбо не са имали ясна самоидентификация като отделен народ.
Подобно на повечето етнически групи, британците и другите европейци са гледали на игбо като на племе. Въпреки това Чинуа Ачебе, нигерийски писател, поет и литературен критик от народността игбо, заедно с други изследователи, се противопоставят на подобно определение поради „негативните му конотации и възможното неразбиране“. Той предлага игбо да се счита за нация, като американските чероки или японците, въпреки че игбо нямат собствена призната държава.

## Език
Говорят езика игбо от семейството Волта-Нигерските езици. Най-често срещаните диалекти са Онич и Овери. На основата на онич се развива литературен език „стандартен игбо“, като има и „обединен игбо“, създаден през 1915 г. от мисионери на базата на диалекти на онич, оуери, бони, ингвана и арочуку. Много други диалекти имат собствена писмена традиция. Езиците използват латинската графична основа.